# Улица Буянова
У́лица Буя́нова — улица Самары, расположена в Железнодорожном и Ленинском районах.
Начало берёт от пересечения с переулком Гончарова, пересекается с улицей Льва Толстого, Красноармейской улицей, Одесским переулком, Рабочей, Вилоновской, Ульяновской улицами, улицей Маяковского и заканчивается пересечением с улицей Чкалова.

## Этимология годонима
Это бывшая Сенная улица, переименованная 27 апреля 1934 года в честь самарского революционера Александра Буянова (1884—1918).

## Здания и сооружения
В доме 11 располагалась больница общества Красного Креста. Здание построено в 1902 году и является памятником архитектуры местного значения, объектом культурного наследия.

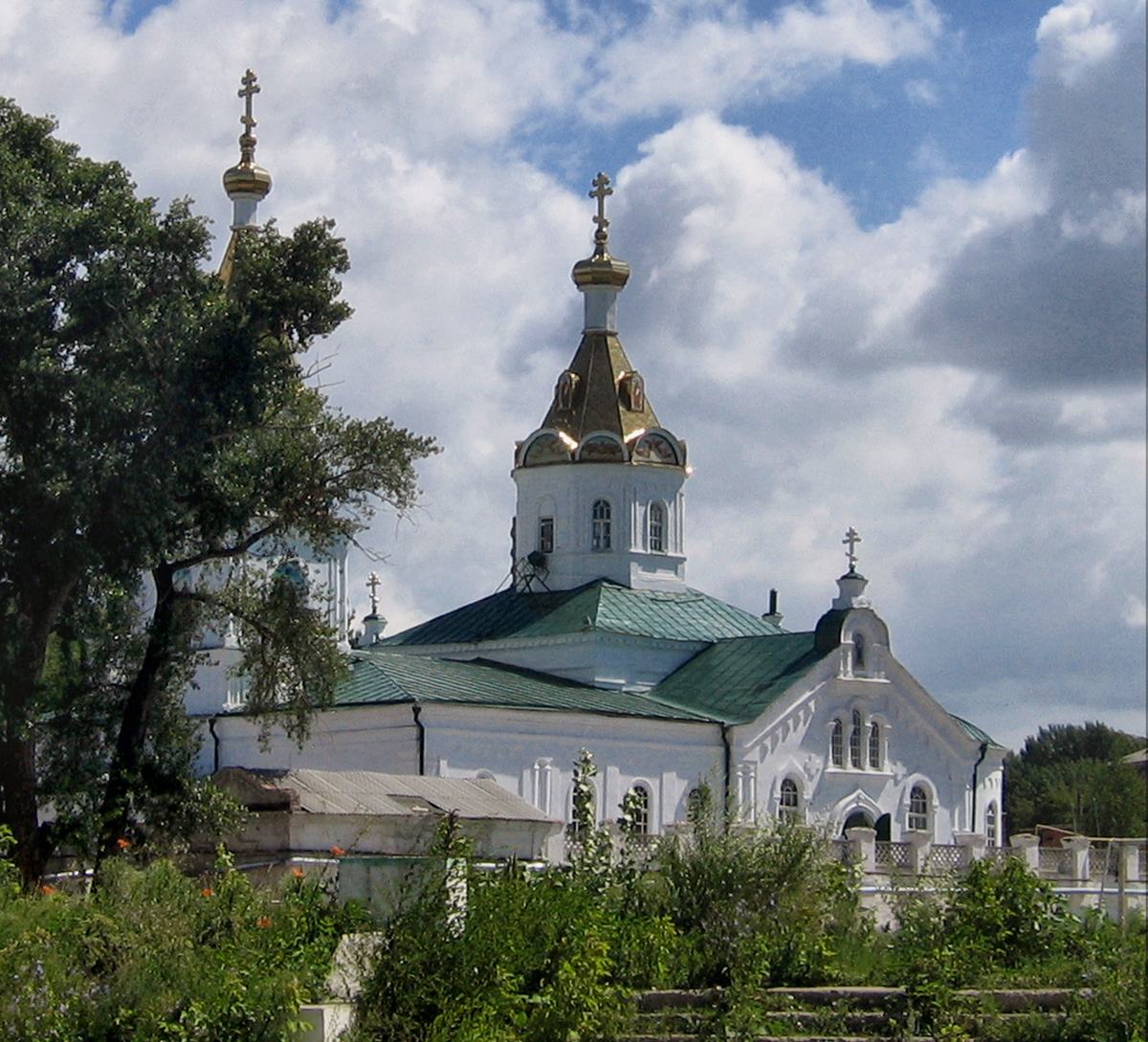
Храм во имя апостолов Петра и Павла

Приход во имя апостолов Петра и Павла расположен в строении 135А. Церковь была построена на средства купца Андрея Головачёва и освящена 26 сентября 1865 года. Архитектура храма выдержана в русском стиле. В 1898—1899 годах была перестроена по проекту А. А. Щербачева — в два раза были увеличены объёмы боковых приделов. В 1939 году церковь закрыли под военный склад, однако в конце Великой Отечественной войны вновь возвратили верующим, отремонтировали и восстановили роспись.

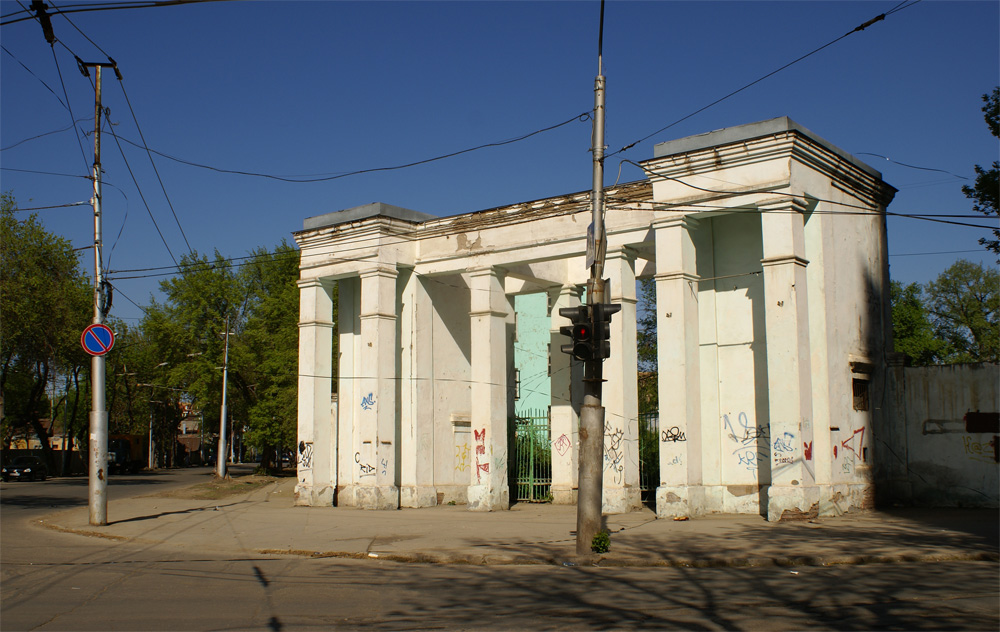
Ворота бывшего стадиона «Буревестник»

Стадион «Буревестник» существовал в 1937—2010 годах на пересечении улиц Буянова и Маяковского.

## Транспорт
Общественный транспорт по улице Буянова не ходит. Но в самом конце улицы располагается первое отделение Объединённого троллейбусного депо. Остановка троллейбусов «Улица Буянова» находится на улице Чкалова. Остановка автобусов «Ул. Буянова» — на улице Красноармейской (рядом находится остановка трамваев, но она носит название «Ильинская площадь)». Также остановка наземного транспорта (автобусов и троллейбусов) «Улица Буянова» находится на ул. Льва Толстого.

## Почтовые индексы
- 443030
- 443041[8]